# Passiflora tica
Passiflora tica är en passionsblomsväxtart som beskrevs av J. Gómez-l., L.D. Gómez P.. Passiflora tica ingår i släktet passionsblommor, och familjen passionsblomsväxter. Inga underarter finns listade i Catalogue of Life.